# みずえとすーさんのくるくる放送局 これしかナイト日曜日
『みずえとすーさんのくるくる放送局 これしかナイト日曜日』（みずえとすーさんのくるくるほうそうきょく これしかナイトにちようび）は、1982年10月から1996年3月まで山陰放送 (BSS) で毎週日曜深夜に放送されていたラジオ番組。パーソナリティは中岡みずえとすやまとしお。

## 概要
13年半にわたって放送。番組は基本的に、リスナーから寄せられたハガキをもとに進行していた。
オープニングテーマは、放送500回までは、ハーブ・アルパート＆ティファナブラスの「UP Cherry street」（アルバム『音楽は君の微笑』（キングレコード）、アルバム『SOUTH OF THE BORDER』（ポニーキャニオン）収録。1980年代後半から番組終了）、501回以降は、番組オリジナルテーマ「Sing to Dream 夢に歌えば」。

## コーナー
くるくる五七五
お題に合った俳句を作るコーナー。
け！わやっちゃ！
リスナーの腹の立ったことをパーソナリティの2人がすっきりさせてくれるコーナー。文の最後を「け!わやちゃ!」で締める約束がある。
愛燦燦（あいさんさん）
愛にあふれた内容のハガキを紹介する。テーマ曲は美空ひばりの「愛燦燦」。
いろはがるた
週に1文字ずつ頭文字をいろは順にくるくる独自のかるたを作っていくコーナー。コーナーの最後にパーソナリティが一番良かったものを決める。
イントロ・中トロ・ラストロ
音楽を題材にしたクイズコーナー。曲のイントロ・中間部分・最後の部分を分けて流し、その曲名がクイズの答えになる。正解者の中から抽選で1名に好きなCDが、何名かにノベルティがプレゼントされた。
クイズのコーナー
各回の放送内容にまつわるクイズを出題。正解者の中から抽選で1名に好きなCDが、何名かにノベルティがプレゼントされた。
クロージング
BSSラジオクロージングのテーマ曲を、リスナーからのはがきによるリクエストによって月替わりで決めていたコーナー。

## ポイントシステム
季節ごとに区切ってその期間に読まれた枚数が多いハガキ職人は集いに参加することができた。集いは簡単なレクレーション大会などをして、最後に公開録画に参加する。また、一番多く読まれた人は特別に1週限りのパーソナリティに加わる権利があった。

## 復活
2008年6月22日、12年ぶりにBSSラジオで放送。同じ時期に放送されていた『ミッドナイトパートナー』とともに1回限りの復活を果たした。